# Puchar ZSRR w piłce nożnej (1937)
Puchar ZSRR 1937 – druga w historii edycja tych rozgrywek. 
Trofeum zdobyła drużyna Dinama Moskwa.

## Rozgrywki
1/64 finału
1/32 finału
1/16 finału
| Drużyna 1               | Wynik | Drużyna 2                 |
| ----------------------- | ----- | ------------------------- |
| CSKA Moskwa             | 1–0   | Dinamo-2                  |
| Krylia Sowietow Moskwa  | 3–0   | Dzerżyneć Ługańsk         |
| Spartak Charków         | 3–2   | Łokomotiw Dniepropetrowsk |
| Dinamo Moskwa           | 5–2   | Torpedo Gorki             |
| Dinamo Charków          | 0–2   | Łokomotiw Moskwa          |
| Spartak Dniepropetrowsk | 0–1   | Dinamo Rostów nad Donem   |
| Dinamo Gorki            | 0–5   | Dynamo Kijów              |
| Spartak Kijów           | 3–0   | Awanhard Kramatorsk       |
| Dinamo Tbilisi          | 3–0   | Neftianik Baku            |
| Spartak Leningrad       | 0–3   | Dynamo Odessa             |
| GOLIFK Leningrad        | 2–1   | Staliniec Moskwa          |
| Torpedo Moskwa          | 2–1   | Dinamo Bolszewo           |
| Spartak Moskwa          | 5–0   | Krasnoje Znamia Nogińsk   |
| Dinamo Leningrad        | 0–1   | Spartak Nowosibirsk       |
| Lokomotiw Tbilisi       | 3–1   | Łokomotiw Baku            |
| Dinamo Kazań            | 6–0   | Dinamo Nowosibirsk        |

1/8 finału
| Drużyna 1        | Wynik | Drużyna 2               |
| ---------------- | ----- | ----------------------- |
| Dinamo Moskwa    | 3–2   | GOLIFK Leningrad        |
| Dynamo Kijów     | 4–2   | Torpedo Moskwa          |
| Lokomotiw Moskwa | 2–0   | Dinamo Rostów nad Donem |
| Spartak Charków  | 4–0   | Spartak Kijów           |
| Dinamo Tbilisi   | 4–0   | Lokomotiw Tbilisi       |
| Dynamo Odessa    | 4–0   | Krylia Sowietow Moskwa  |
| Spartak Moskwa   | 0–1   | CSKA Moskwa             |
| Dinamo Kazań     | 6–0   | Spartak Nowosibirsk     |

1/4 finału
| Drużyna 1        | Wynik | Drużyna 2       |
| ---------------- | ----- | --------------- |
| Lokomotiw Moskwa | 4–1   | Spartak Charków |
| CSKA Moskwa      | 3–1   | Dynamo Odessa   |
| Dinamo Tbilisi   | 2–1   | Dynamo Kijów    |
| Dinamo Moskwa    | 5–1   | Dinamo Kazań    |

Półfinały
| Drużyna 1     | Wynik | Drużyna 2        |
| ------------- | ----- | ---------------- |
| CSKA Moskwa   | 0–1   | Dinamo Tbilisi   |
| Dinamo Moskwa | 4–1   | Lokomotiw Moskwa |

### Finał
| 16 lipca 1937 | Dinamo Moskwa                                        | 5:2 | Dinamo Tbilisi                                | Centralny Stadion „Dinamo”, Moskwa Widzów: 47 000 Sędzia: W. Strepichiejew |
| 16 lipca 1937 | Smirnow 21' · Siemiczastny 22', 35', 72' · Iljin 75' | 5:2 | 19' W. Berdzeniszwili · 60' M. Berdzeniszwili | Centralny Stadion „Dinamo”, Moskwa Widzów: 47 000 Sędzia: W. Strepichiejew |